# 五十嵐広三
五十嵐 広三（いがらし こうぞう、1926年3月15日 - 2013年5月7日）は、日本の実業家、政治家。位階は従三位。勲等は勲一等。
企業組合ほっかい民芸舎理事長、北海道民芸品株式会社代表取締役社長、北海道旭川市長、衆議院議員（5期）、建設大臣（第59代）、内閣官房長官（第58代）、株式会社ほくみん代表取締役会長などを歴任。

## 来歴

### 生い立ち
1926年生まれ。1943年に北海道庁立旭川商業学校を卒業後、愛別村立愛山国民学校の助教として勤務した。その後、陸軍第7師団に入営し訓練を受けていたが、1945年に太平洋戦争が終結した。その後、1953年に民芸品販売店を開き、ほっかい民芸舎の理事長、北海道民芸品の社長などを歴任した。以来、実業家として、雑穀商、民芸会社、地方新聞社などを手広く経営した。

### 地方政界時代
1963年、37歳で日本社会党から旭川市長選挙に立候補して当選。当時の全国最年少首長となる。アイディア市長として全国に知られ、3期12年の市長在任中には日本初の恒久的な歩行者天国「平和通買物公園」の開設（1972年）、旭山動物園の開業（1967年）などを実現した。地元の財界とも協力し、北海道東海大学や旭川医科大学の誘致に成功した。また、中原悌二郎賞や小熊秀雄賞を創設した。
旭川市長辞職後に、1975年、1979年の2度にわたり北海道知事選挙に革新統一として立候補するも、いずれも保守系現職の堂垣内尚弘に敗れた。

### 国政時代
1980年、第36回衆議院議員総選挙に日本社会党公認で旧北海道2区から立候補し初当選。以後通算当選5回。1991年、日本社会党委員長の田邊誠を首班とする「社会党シャドーキャビネット」において、自治・環境委員会の委員長に就任した。1992年からは自治委員会の委員長となり、日本社会党委員長が田邊から山花貞夫に交代して以降も、引き続き再任された。
1993年、細川内閣において建設大臣として初入閣した。歴代大臣として初めて長良川河口堰事業の見直しに着手する。ただし、撤回・廃止等には至らず、2代あとの建設大臣である野坂浩賢が運用開始に踏み切る。1994年、村山内閣の内閣官房長官として再び入閣し、自社さ連立政権を支える。戦後処理問題や地方分権の推進に取り組んだ。1955年以後で初の自民党在籍歴を持たない内閣官房長官であった。
1996年の第41回衆議院議員総選挙には立候補せず、政界から引退する。
1997年4月の春の叙勲で、勲一等に叙され、瑞宝章を受章する。翌年、旭川市名誉市民に推挙された。晩年は再び実業家として、自身が創業した民芸会社「ほくみん」の会長を務めていた。
2013年5月7日5時過ぎ、肺炎のため札幌市内の病院で死去した。87歳没。死没日付をもって従三位に叙された。

## 政策
アイヌ
旭川市長時代からアイヌについて関心を持っており、政府に対する働きかけを行っていた。衆議院議員となってからもアイヌ文化振興法の制定を推進した。また、萱野茂に国政に挑戦するよう勧め、アイヌ初の国会議員の誕生に尽力した。
サハリン残留韓国・朝鮮人問題への取り組み
サハリンでは、戦中に日本国籍を持つコリアンが出稼ぎや徴用により移住していた（詳しくは在樺コリアンの項を参照）。1987年に「サハリン残留韓国、朝鮮人問題議員懇談会」が立ち上がった。発足前から積極的に立ち上げに尽力した自由民主党の原文兵衛を会長とし、五十嵐は事務局長となり、原とともに問題の解決に奔走した。
女性のためのアジア平和国民基金
村山政権下において、1995年6月14日に官房長官であった五十嵐は、「女性のためのアジア平和国民基金」について声明を発表する。
日本の「戦後責任」や歴史認識の問題への取り組み
これらの日本の「戦後責任」や歴史認識の問題について、それに抵抗する自民党右派の圧力を乗り越えて、自民党の原文兵衛とともにサハリン問題の解決、アジア女性基金を作り、最低限の償いを実現することができた。これは、当時村山政権下であったことも大きいが、原文兵衛が他党の議員である五十嵐を、全面的に信頼していたことも大きい。
在日韓国人政治犯解放の要望書について
1989年、在日韓国人政治犯29名の釈放の要望書に署名した。この中には北朝鮮による日本人拉致の実行犯である辛光洙を始めとする北朝鮮のスパイ容疑者10名が含まれていた。
地方自治
地方分権推進論者として知られ、関連する著書も複数上梓している。衆議院や参議院で地方分権推進を全会一致で議決するよう働きかけるとともに、地方分権推進法の制定に尽力した。村山富市は五十嵐の地方自治に対する識見を高く評価するとともに、内閣官房長官在任中の五十嵐について「村山内閣で初めての地方分権推進法をつくったんじゃが、首長の経験がある野中（広務）さんが自治大臣、自治省出身の石原（信雄）さんが官房副長官で、2人とともに五十嵐さんが官房長官としてやってくれたから成立できた」と語っている。
ソビエト連邦
旭川市長を務めていた1967年に、旭川市を本来日本では所属未定地であるはずの「サハリン州ユジノサハリンスク市」（樺太豊原市）と姉妹都市にした。ソ連崩壊後のクレムリン秘密文書公開により、1975年の五十嵐の北海道知事選挙出馬時には、社会党の北海道本部長（当時）の関田伸男からソ連大使館への最大1億5千万円の秘密の選挙資金援助の要請があった（資金援助が実際に行われたかは不明）などのソ連との秘密交渉が明らかにされた。
北方ジャーナル事件
1979年の北海道知事選挙に立候補したとき、『北方ジャーナル』に中傷記事を書かれそうになったため、出版前に差し止めを裁判所に申請し認められた。この件は「北方ジャーナル事件」として、表現の自由をめぐる判例として著名である。
選択的夫婦別姓制度
選択的夫婦別姓制度導入に賛同。

## 人物
交友
三浦綾子と親しく、三浦綾子記念文学館の設立に尽力した。
趣味・特技
趣味は油彩画で、1947年には道展や自由美術展にて入選した経験を持つ。また、柔道は三段の段位を持つ。
首相に直談判
太平洋戦争のさなかに北海道旭川市を訪れた内閣総理大臣の東條英機は、視察先で塵箱を調べ「食べられる物を捨てている。暮らしにまだ余裕がある」と発言した。この発言を新聞で知った五十嵐は「そんなことはない。みんな苦労しながら頑張っているんだ」と言いたくなり、友人と連れ立って東條が宿泊する旅館を訪ねたという。五十嵐らは東條との面会を求めたものの、商業学校の学生に過ぎない五十嵐らの要望は取り合ってもらえず、そのまま派出所で叱られたという。

## 略歴
- 1926年 - 北海道旭川市にて誕生。
- 1943年 - 北海道庁立旭川商業学校卒業。
- 1953年 - 五十嵐広三商店創業。
- 1960年 - 北海道民芸品社長。
- 1963年 - 旭川市長選挙当選。
- 1975年 - 北海道知事選挙落選。
- 1979年 - 北海道知事選挙落選。
- 1980年 - 第36回衆議院議員総選挙当選（北海道第2区）。
- 1983年 - 第37回衆議院議員総選挙当選（北海道第2区）。
- 1986年 - 第38回衆議院議員総選挙当選（北海道第2区）。
- 1990年 - 第39回衆議院議員総選挙当選（北海道第2区）。
- 1991年 - 日本社会党自治・環境委員会委員長。
- 1992年 - 日本社会党自治委員会委員長。
- 1993年 - 日本社会党自治委員会委員長。
- 1993年 - 第40回衆議院議員総選挙当選（北海道第2区）。
- 1993年 - 建設大臣（細川内閣）。
- 1994年 - 内閣官房長官（村山内閣）。
- 2004年 - ほくみん会長。
- 2013年 - 北海道札幌市にて死去。

## 表彰
- 1984年 - 旭川市功労者。
- 1998年 - 旭川市名誉市民。

## 栄典
- 1997年 - 勲一等瑞宝章[14]
- 2013年 - 従三位（歿後）

## 著作
- 『市民運動の証言　ドキュメント旭川』　1970年10月　鶴書房
- 『人間都市復権　都市新時代を先導する旭川方式』大成出版社、1973年6月10日。NDLJP:9634408。（高橋芳郎との共編著）
- 『北斗七星　随筆集』　1974年11月　五十嵐広三の本を出版する会
- 『掘る・耕す・創る　北海道にひらく自治の実践と論理』　1978年10月　楡書房
- 『官邸の螺旋階段　市民派官房長官奮闘記』　1997年8月　ぎょうせい　ISBN 4-324-05244-1
- 『まちづくり・国づくり』（西尾六七との共著） （北海道町村会企画調査部企画編集・地方自治土曜講座ブックレットNO.9） 1997年2月  北海道町村会企画調査部　ISBN 4-87555-304-8